# Sant Miquel de Sant Andreu de Sureda
Sant Miquel és una ermita del poble i comuna de Sant Andreu de Sureda, al Rosselló (Catalunya Nord).
Està situada uns 400 m en línia recta al nord-oest del poble de Sant Andreu de Sureda, 

## L'ermita
És una ermita molt senzilla, d'una sola nau amb absis semicircular a llevant.